# سید محمدرضا سادات افجه‌ای
سید محمدرضا سادات افجه‌ای دادستان کل کشور و از تدوین کنندگان قانون مدنی ایران می‌باشد.
سید محمدرضا سادات افجه‌ای مجتهد و دارای تحصیلات حوزوی در نجف بود. او از شاگردان میرزا حسن آشتیانی ،حکیم جلوه و آقاعلی زنوزی بود.

## قانون مدنی
او پس از مشروطه در سال ۱۲۹۸ در کمسیونی به ریاست سید محمد فاطمی قمی «تهیه‌کننده جلد اول قانون مدنی» شرکت کرده و در تدوین جلد اول قانون مدنی مشارکت می‌ورزد. اولین اعضای کمیسیون تدوین مجلد نخست قانون مدنی ایران عبارت بودند: سید نصرالله اخوی، سید محمد یزدی؛ سید محمد رضا سادات افجه‌ای، سید حبیب‌الله، میرزا احمدخان رئیس اداره امور و سید محمد فاطمی قمی
سادات افجه‌ای سپس در سال ۱۳۱۳ در کمسیون دیگری که برای نوشتن مجلدهای دوم و سوم قانون مدنی تشکیل شد نیز عضو شده و در نوشتن قانون مدنی همکاری شد. اعضای کمیسیون عبارت بودند از: محسن صدر (صدرالاشراف)، احمد متین‌دفتری، جواد عامری، محمد بروجردی، اسدالله ممقانی، سید نصرالله تقوی، مصطفی عدل، سید محمد فاطمی قمی و سید محمدرضا افجه‌ای